# ميزو M8 (موبايل)
ميزو M8 (بالإنجليزية: Meizu M8)‏ هو هاتف ذكي، تم طرحه في الأسواق في أبريل 2007.

## الخصائص
- الكاميرا الخلفية: 3.2 ميجابكسل
- الوزن: 118 غ (4.2 أونصة)
- الذاكرة: 256 ميجابايت